# Andrea Longo (Skisportler)
Andrea Longo (* 16. November 1971 in Cavalese) ist ein ehemaliger italienischer Nordischer Kombinierer, Skispringer und Skilangläufer.

## Werdegang
Longo gewann 1990 bei den Italienischen Meisterschaften mit der Bronzemedaille seine erste nationale Medaille. Am 28. Februar 1992 gab er in Lahti sein Debüt im Weltcup der Nordischen Kombination. Dort erreichte er auf Anhieb den 4. Platz. Bei der Nordischen Skiweltmeisterschaft 1993 erreichte er im Teamwettkampf der Nordischen Kombination gemeinsam mit Simone Pinzani und Andrea Cecon den 6. Platz. 1994 gewann er Silber bei den italienischen Meisterschaften. Kurz darauf startete Longo bei den Olympischen Winterspielen 1994 in Lillehammer. Dort erreichte er im Einzel den 44. Platz und im Teamwettbewerb den 11. Platz. 1995 gewann er seinen ersten nationalen Meistertitel. Ab 1995 startete Longo zudem im Skilanglauf-Weltcup. 1996 gewann er neben dem Italienischen Meistertitel in der Nordischen Kombination auch die Silbermedaille bei den Italienischen Meisterschaften im Skispringen. Kurz darauf beendete er die Weltcup-Saison 1995/96 in der Kombination auf dem 15. Platz der Gesamtwertung. Dies war die höchste Platzierung, die er erreichen konnte. 1997 gewann er erneut Gold in der Kombination bei den italienischen Meisterschaften. Bei den Olympischen Winterspielen 1998 in Nagano trat er im Einzelwettkampf bei den Kombinierern an und erreichte am Ende den 22. Platz. Im gleichen Jahr gewann er Silber bei den Italienischen Meisterschaften. Von 1999 bis 2003 war er anschließend ungeschlagen italienischer Meister. 2000 gewann er zudem die Goldmedaille bei den Italienischen Meisterschaften im Skispringen.
2003 beendete Longo seine aktive Laufbahn.